# Faisal Al-Enezi
Faisal Al-Enezi (11 giugno 1988) è un calciatore kuwaitiano, attaccante dell'Al-Salmiya e della Nazionale kuwaitiana.

## Carriera

### Nazionale
Ha esordito in Nazionale nel 2014.